# Rio Paranã
O rio Paranã é um curso de água que banha os estados de Goiás e Tocantins, no Brasil.
O rio Paranã nasce no Planalto Central, em Goiás, no município de Formosa, próximo ao Distrito Federal. 
Um de seus muitos afluentes é o rio Itiquira, muito visitado em virtude da presença de numerosas quedas naturais. Ao chegar no estado do Tocantins e juntar-se ao rio Maranhão, forma o rio Tocantins.